# Espai de color LAB
CIE Lab (amb més precisió L*a*b*) és un model de representació dels colors desenvolupat el 1976 per la International Commission on Illumination (CIE). Com tots els sistemes sorgits del sistema CIE XYZ, caracteritza un color amb l'ajuda d'un paràmetre d'intensitat corresponent a la luminància i de dos paràmetres de crominància que descriuen el color. Ha estat especialment estudiat per a que les distàncies calculades entre colors corresponguin a les diferències percebudes per l'ull humà.
Lab és el nom abreujat de dos espais de color diferents. El més conegut és CIELAB (estrictament CIE 1976 L*a*b*) i l'altre és Hunter Lab (estrictament, Hunter L, a, b). Lab és una abreviatura informal, i pot confondre's amb un o altre espai de color. Aquests espais de color coincideixen en intenció i propòsit, però són diferents.
Tots dos espais deriven de l'espai de color "mestre" CIE 1931 XYZ. Això no obstant, CIELAB es calcula usant arrels cúbiques i Hunter Lab es calcula usant arrels quadrades. Es recomana utilitzar CIELAB per a noves aplicacions, excepte quan les dades hagin de comparar-se amb valors Hunter L,a,b existents.

## Generalitats
- La component L*  és la lluminositat, que va de 0 (negre) a 100 (blanc).
- La component a*  representa la gamma d'eixos vermell (valor positiu) → verd (negatiu) passant pel blanc (0) si la lluminositat val 100.
- La component b*  representa la gamma d'eixos groc (valor positiu) → blau (negatiu) passant pel blanc (0) si la lluminositat val 100.

El model de color L*a*b* s'ha creat com un model absolut, independent del material i utilitzable com a referència teòrica. És aleshores crucial tenir en compte que les representacions visuals de gamma d'aquest model no són mai precises. Hi són només per a ajudar a entendre el concepte, però els falta precisió per a la definició.
Una característica molt útil d'aquest model tridimensional, comú a tots els models luminància-crominància, és que la luminància és una noció intuïtiva: canviar la lluminositat d'un televisor comporta canviar aquest valor. N'hi ha prou aleshores amb algunes representacions de franges horitzontals en aquest model per a visualitzar el concepte de gamma completa.
Es transforma a vegades aquest sistema en un sistema perceptual utilitzant les coordenades polars en el pla (a*,b*) per a representar la crominància per a una tonalitat i una saturació.
Un aspecte important a tenir en compte en aquest model és el fet que, per definició, està parametritzat correctament. No calen, doncs, espais colorimètrics específics basats en el model. A la pràctica aquest model sempre s'adapta en funció de perifèrics i de suports d'impressió (Adobe 1998, sRGB, ColorMatch, Pantone, etc.).
L'objectiu d'aquest sistema és uniformitzar la percepció de diferències de colors. Les relacions no-lineals per a L*, a* i b* intenten imitar la resposta logarítmica de l'ull (a l'espai L*a*b l'ull detecta 1 punt de variació de a o b per 5 punts de L).
Les informacions de colors es refereixen a la cromaticitat necessària referida al punt blanc del sistema.

## Conversions XYZ a CIE L*a*b* (CIELAB) i CIELAB a XYZ
L* = {\displaystyle 116\left({\frac {Y}{Y_{n}}}\right)^{1/3}-16\ \ } per a {\displaystyle {\frac {Y}{Y_{n}}}} > 0,008856
o bé
L* = {\displaystyle 903,3\ {\frac {Y}{Y_{n}}}\ \ }
a* = 500 (f{\displaystyle \left({\frac {X}{X_{n}}}\right)} - f{\displaystyle \left({\frac {Y}{Y_{n}}}\right)})
b* = 200 (f{\displaystyle \left({\frac {Y}{Y_{n}}}\right)} - f{\displaystyle \left({\frac {Z}{Z_{n}}}\right)})
on
f(t) = {\displaystyle t^{1/3}\ \ } per a t > 0,008856
o bé
f(t) = 7,787 t + 16/116
Aquí Xn, Yn i Zn són els valors dels estímuls triples del blanc de referència (blanc descrit a l'espai XYZ). La transformació inversa (per a {\displaystyle {\frac {Y}{Y_{n}}}} > 0,008856) és
{\displaystyle X=X_{n}\left(P+{a^{*} \over 500}\right)^{3}}
{\displaystyle Y=Y_{n}P^{3}}
{\displaystyle Z=Z_{n}\left(P-{b^{*} \over 200}\right)^{3}}
o bé {\displaystyle P={(L^{*}+16) \over 116}}

## Conversions XYZ a CIELUV & CIELUV a XYZ
CIE 1976 L*u*v* (CIELUV) es basa directament en CIE XYZ i és un altre intent de linealitzar la percepció de diferències de colors. Les relacions no-lineals per a L*, u* et v* són aquestes:
{\displaystyle L^{*}=116\left({Y \over Y_{n}}\right)^{1 \over 3}-16}
{\displaystyle u^{*}=13L^{*}(u'-u_{n}')}
{\displaystyle v^{*}=13L^{*}(v'-v_{n}')}
Les quantitats un' i vn' es refereixen al blanc de referència, és a dir, la font lluminosa; per al segon observador i il·luminant C, {\displaystyle u_{n}'=0,2009;v_{n}'=0.4610} [ 1 ]. Les equacions per a u' i v' són les següents:
{\displaystyle u'={4X \over (X+15Y+3Z)}={4x \over (-2x+12y+3)}}
{\displaystyle v'={9Y \over (X+15Y+3Z)}={9y \over (-2x+12y+3)}}
La transformació de (u',v') a (x,y) és:
{\displaystyle x={27u' \over (18u'-48v'+36)}}
{\displaystyle y={12v' \over (18u'-48v'+36)}}
La transformació de CIELUV a XYZ s'opera així:
{\displaystyle u'={u \over 13L^{*}}+u_{n}}
{\displaystyle v'={v \over 13L^{*}}+v_{n}}
{\displaystyle Y=\left({L^{*}+16 \over 116}\right)^{3}}
{\displaystyle X={-9Yu' \over (u'-4)v'-u'v'}}
{\displaystyle Z={9Y-15v'Y-v'X) \over 3v'}}